# ジョージ・ロビンソン (初代リポン侯爵)
初代リポン侯爵ジョージ・フレデリック・サミュエル・ロビンソン（英: George Frederick Samuel Robinson, 1st Marquess of Ripon, KG GCSI CIE VD PC、1827年10月24日 - 1909年7月9日）は、イギリスの政治家、貴族。
ヴィクトリア朝中期からエドワード朝にかけての自由党政権で閣僚職を歴任した。1880年から1884年にかけてはインド総督を務め、自由主義的なインド統治を行った。
元首相の初代ゴドリッチ子爵フレデリック・ジョン・ロビンソンは父である。

## 経歴
1827年10月24日、初代ゴドリッチ子爵フレデリック・ジョン・ロビンソン（後に初代リポン伯爵に叙される）とその妻セーラ（第4代バッキンガムシャー伯爵ロバート・ホバートの娘）の間の長男として生まれる。当時父が首相を務めていたため、ダウニング街10番地で出生した。
パブリックスクールや大学には通わず、家庭教育で育てられた。青年時代にはキリスト教社会主義運動に参加し、ランカシャーやロンドンの機械工のストライキに金銭支援を行った。
1852年にキングストン・アポン・ハル選挙区から庶民院議員に当選。1853年からはハダースフィールド選挙区から選出され、 1857年からはウェスト・ライディング・オブ・ヨークシャー選挙区から選出される。1859年1月に父が死去してリポン伯爵位を継承し、貴族院議員に転じた。同年11月には伯父トマスが死去し、第3代ド・グレイ伯爵も継承した。
自由党政権で陸軍大臣（1863年-1866年）やインド担当大臣（1866年2月-6月）など閣僚職を歴任した後、1880年6月にインド総督（副王）に就任した。
リポン卿は就任早々、前総督リットン伯爵が起こした第二次アフガン戦争の後始末に追われた。反英的なアイユーブ・ハーンがカンダハルへの侵攻を狙う中、唯一アフガンの統治能力があると見られていたアブドゥッラフマーン・ハーンと接近し、イギリス以外の国と外交関係を持たないことを条件として彼をアフガン王（アミール）として承認した。そしてリポン卿の許可のもとにフレデリック・ロバーツ将軍率いる遠征軍が出撃し、アブドゥッラフマーンと協力してアイユーブ軍を撃破することに成功している。
自由主義者であるリポン卿は内政面でも次々と改革を断行した。前総督リットン卿が制定した言論統制法を廃止し、また各州への地方自治を導入を目指した。さらに在印イギリス人からの強い反発を抑えて、1883年にインバート法案を起草してイギリス人が被告人の場合にもインド人判事が裁くことを認めようとしたが、在印イギリス人のみならず本国からも激しい反発を巻き起こし、同法案は骨抜きにされた。しかしこうした親インド的政策からリポン卿はインド人から敬愛されていた。インドでの評判がいい数少ないイギリス人総督の一人である。
1884年末、当時庶民院解散の可能性が高まっていたため、保守党政権によるインド総督任命という事態を防ぐために任期より6カ月早めに退任することになった
帰国後も自由党政権で海軍大臣（1886年2月-7月）、植民地大臣（1892年-1895年）、王璽尚書（1905年-1908年）などの閣僚職を歴任した。
1909年7月9日に死去。81歳だった。

## 人物
最高位のフリーメイソンであり、1870年から1874年までイングランド・連合グランドロッジのグランドマスターを務めた。しかし1874年にカトリックに改宗したため、フリーメイソンの全役職を辞することになった。
プロテスタントの国教（イングランド国教会）を有するイギリスにおいてカトリックに改宗する貴族は珍しい。歴代インド総督の中でもカトリックだったのは彼一人だけである。しかしそのためにリポン卿はカトリック嫌いのヴィクトリア女王から非常に疎まれた。女王はリポン卿を重要ポストに就ける人事案にはしばしば難色を示した。
リポン卿はインド人からは愛されたが、イギリス人からは嫌われていた。カルカッタに彼の銅像が建てられる事になった際、寄付金を寄せたのはインド人ばかりでイギリス人からは全く寄せられなかったという。

## 栄典

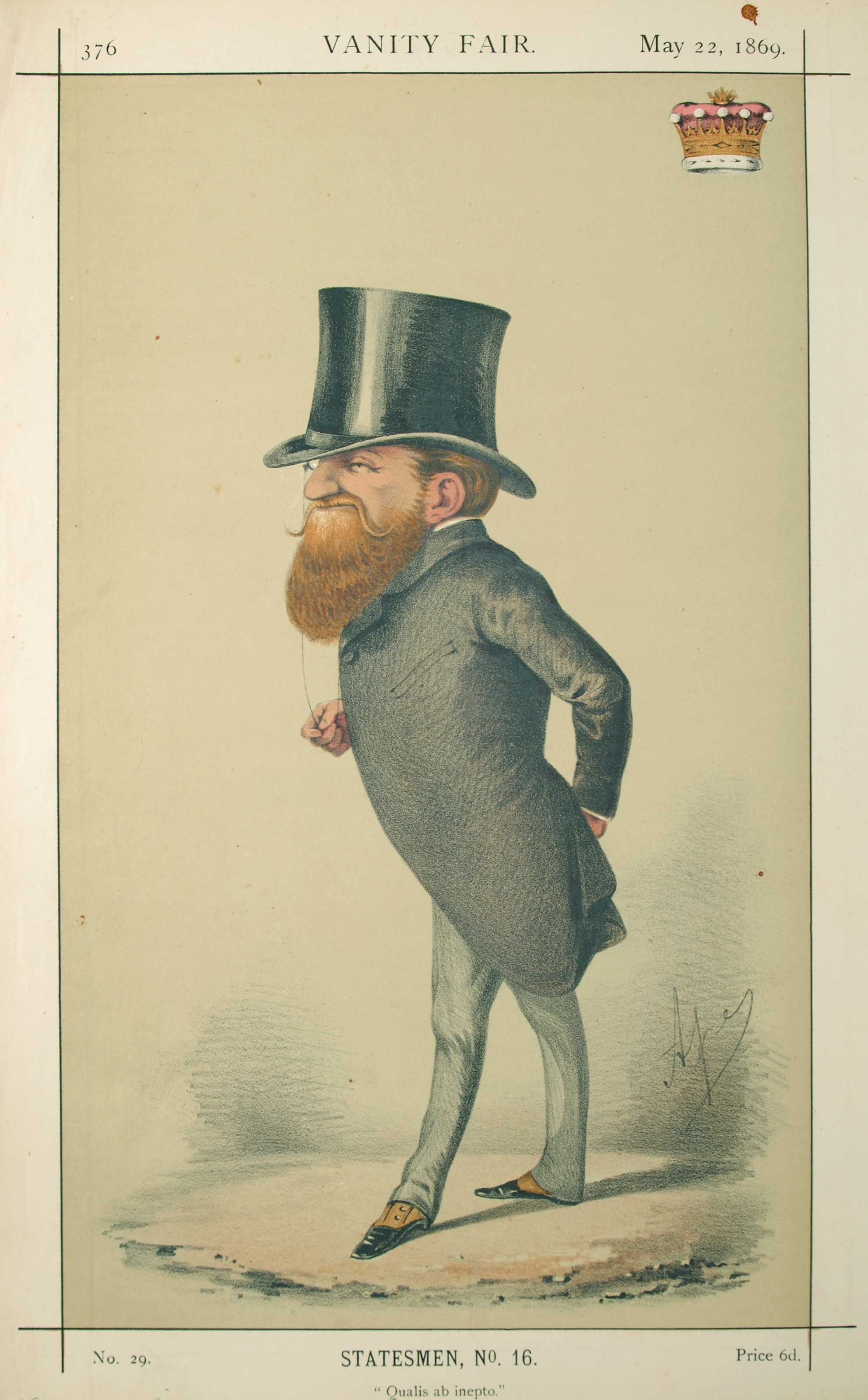
1869年5月22日の『バニティ・フェア』誌に描かれたリポン卿。

### 爵位/準男爵位
- 1859年1月28日、第2代リポン伯爵（1833年創設連合王国貴族爵位）[5]
- 1859年1月28日、第2代ゴドリッチ子爵（1827年創設連合王国貴族爵位）[5]
- 1859年11月14日、第3代ド・グレイ伯爵（1816年創設連合王国貴族爵位）[5]
- 1859年11月14日、第4代グランサム男爵（1761年創設グレートブリテン貴族爵位）
- 1859年11月14日、第7代(ニュービーの)準男爵（1690年創設イングランド準男爵位）[5]
- 1871年6月23日、初代リポン侯爵（連合王国貴族爵位）[5]

### 勲章
- 1869年12月11日、ガーター騎士団(勲章)ナイト（KG）[5]

## 家族
1851年にヘンリエッタ・アン・テオドシア・ヴィナー（Henrietta Anne Theodosia Vyner）と結婚し、彼女との間に以下の2子を儲ける。
- 第1子（長男）フレデリック・オリヴァー・ロビンソン（1852年-1923年）- 第2代リポン侯爵
- 第2子（長女）メアリー・セーラ（Mary Sarah）（1857年-1858年）